# Petroscirtes breviceps
Petroscirtes breviceps är en fiskart som först beskrevs av Valenciennes, 1836.  Petroscirtes breviceps ingår i släktet Petroscirtes och familjen Blenniidae. Inga underarter finns listade i Catalogue of Life.